# Betalingsevneprincippet
Betalingsevneprincippet er et udtryk, der handler om ens skattebetaling.
Ud fra betalingsevneprincippet skal man yde et tilskud til den offentlige sektor svarende til ens evne til at betale.
Der er overordnet set to måder hvorpå ens evne til betaling kan vurderes:
- Horisontal lighed (eller det vandrette lighedsprincip)

Man skal betale lige så meget som personer, der har samme indkomst som en selv.
- Vertikal lighed (eller det lodrette lighedsprincip)

Man skal betale en større andel af sin indkomst, jo højere ens indkomst er.